# Pseudispella rechenbergi
Pseudispella rechenbergi es una especie de insecto coleóptero de la familia Chrysomelidae.
Fue descrita científicamente en 1928 por Uhmann.